# Martin Fritz
Martin Fritz (ur. 24 października 1994) – austriacki dwuboista klasyczny, dwukrotny medalista mistrzostw świata, dwukrotny medalista mistrzostw świata juniorów, dwukrotny zdobywca Pucharu Kontynentalnego.

## Kariera
Po raz pierwszy na arenie międzynarodowej pojawił się 19 grudnia 2009 roku w Seefeld, gdzie w zawodach Alpen Cup zajął 50. miejsce w zawodach metodą Gundersena na normalnej skoczni. Na początku 2012 roku, 18 lutego w Kranju zadebiutował w Pucharze Kontynentalnym zajmując siódme miejsce w sztafecie. W lutym 2014 roku wystartował na mistrzostwach świata juniorów w Val di Fiemme, gdzie wraz z kolegami z reprezentacji wygrał w sztafecie, a w sprincie wywalczył brązowy medal.
W Pucharze Świata zadebiutował 20 stycznia 2013 roku w Seefeld, zajmując 47. pozycję w Gundersenie na normalnej skoczni. Pierwsze pucharowe punkty wywalczył 28 lutego 2014 roku w Lahti, zajmując 26. miejsce w Gundersenie na dużym obiekcie.

## Osiągnięcia

### Igrzyska olimpijskie
| Miejsce | Dzień     | Rok  | Miejscowość | Konkurencja           | Wynik zwycięzcy | Strata  | Zwycięzca      |
| ------- | --------- | ---- | ----------- | --------------------- | --------------- | ------- | -------------- |
| 12.     | 9 lutego  | 2022 | Zhangjiakou | Gundersen HS106/10 km | 25:07,7         | +1:45,7 | Vinzenz Geiger |
| 4.      | 17 lutego | 2022 | Zhangjiakou | Sztafeta HS140/4x5 km | 50:45,1         | +59,6   | Norwegia       |

### Mistrzostwa świata
| Miejsce | Dzień     | Rok  | Miejscowość      | Konkurencja           | Wynik zwycięzcy | Strata  | Zwycięzca          |
| ------- | --------- | ---- | ---------------- | --------------------- | --------------- | ------- | ------------------ |
| 15.     | 28 lutego | 2019 | Seefeld in Tirol | Gundersen HS109/10 km | 25:01,3         | +1:21,5 | Jarl Magnus Riiber |
| 21.     | 26 lutego | 2021 | Oberstdorf       | Gundersen HS106/10 km | 23:01,2         | +1:47,8 | Jarl Magnus Riiber |
| 14.     | 25 lutego | 2023 | Planica          | Gundersen HS102/10 km | 24:36,3         | +50,8   | Jarl Magnus Riiber |
| 3.      | 1 marca   | 2023 | Planica          | Sztafeta HS138/4x5 km | 47:20,4         | +9,3    | Norwegia           |
| 17.     | 4 marca   | 2023 | Planica          | Gundersen HS138/10 km | 23:42,6         | +2:50,5 | Jarl Magnus Riiber |
| 9.      | 1 marca   | 2025 | Trondheim        | Kompakt HS102/7,5 km  | 17:13,4         | +29,0   | Jarl Magnus Riiber |
| 2.      | 7 marca   | 2025 | Trondheim        | Sztafeta HS138/4x5 km | 50:37,7         | +6,8    | Niemcy             |

### Mistrzostwa świata juniorów
| Miejsce | Dzień       | Rok  | Miejscowość   | Konkurencja           | Wynik zwycięzcy | Strata  | Zwycięzca     |
| ------- | ----------- | ---- | ------------- | --------------------- | --------------- | ------- | ------------- |
| 10.     | 30 stycznia | 2014 | Val di Fiemme | Gundersen HS106/10 km | 29:47,1         | +1:52,7 | Philipp Orter |
| 3.      | 1 lutego    | 2014 | Val di Fiemme | Gundersen HS106/5 km  | 13:44,2         | +1,8    | Philipp Orter |
| 1.      | 2 lutego    | 2014 | Val di Fiemme | Sztafeta HS106/4x5 km | 53:57,6         | –       | –             |

### Puchar Świata

#### Miejsca w klasyfikacji generalnej
- sezon 2012/2013: niesklasyfikowany
- sezon 2013/2014: 66.
- sezon 2014/2015: 60.
- sezon 2015/2016: 41.
- sezon 2016/2017: 46.
- sezon 2017/2018: 39.
- sezon 2018/2019: 13.
- sezon 2019/2020: 12.
- sezon 2020/2021: 21.
- sezon 2021/2022: 21.
- sezon 2022/2023: 19.
- sezon 2023/2024: 16.
- sezon 2024/2025: 12.

#### Miejsca na podium chronologicznie
| Nr | Data            | Miejscowość | Konkurencja          | Wynik zwycięzcy | Pozycja | Strata | Zwycięzca          |
| -- | --------------- | ----------- | -------------------- | --------------- | ------- | ------ | ------------------ |
| 1. | 5 stycznia 2019 | Otepää      | Gundersen HS97/10 km | 23:18,1         | 3.      | +5,0   | Jarl Magnus Riiber |

### Puchar Kontynentalny

#### Miejsca w klasyfikacji generalnej
- sezon 2012/2013: 50.
- sezon 2013/2014: 31.
- sezon 2014/2015: 13.
- sezon 2015/2016: 1.
- sezon 2016/2017: 1.
- sezon 2017/2018: 2.

#### Miejsca na podium chronologicznie
| Nr  | Data             | Miejscowość | Konkurencja              | Wynik zwycięzcy | Pozycja | Strata | Zwycięzca         |
| --- | ---------------- | ----------- | ------------------------ | --------------- | ------- | ------ | ----------------- |
| 1.  | 6 marca 2015     | Czajkowski  | Gundersen HS140/10 km    | bd.             | 3.      | bd.    | Fabian Steindl    |
| 2.  | 7 marca 2015     | Czajkowski  | Gundersen HS140/10 km    | bd.             | 2.      | bd.    | Harald Lemmerer   |
| 3.  | 10 stycznia 2016 | Høydalsmo   | Gundersen HS94/10 km     | bd.             | 2.      | bd.    | Franz-Josef Rehrl |
| 4.  | 15 stycznia 2016 | Ruka        | Gundersen HS142/10 km    | bd.             | 3.      | bd.    | Ilkka Herola      |
| 5.  | 5 marca 2016     | Chaux-Neuve | Gundersen HS118/10 km    | bd.             | 3.      | bd.    | Franz-Josef Rehrl |
| 6.  | 6 marca 2016     | Chaux-Neuve | Gundersen HS118/10 km    | bd.             | 1.      | -      | -                 |
| 7.  | 12 marca 2016    | Klingenthal | Gundersen HS140/10 km    | bd.             | 3.      | bd.    | Espen Andersen    |
| 8.  | 8 stycznia 2017  | Høydalsmo   | Gundersen HS94/10 km     | bd.             | 3.      | bd.    | Hugo Buffard      |
| 9.  | 14 stycznia 2017 | Ruka        | Gundersen HS142/10 km    | bd.             | 2.      | bd.    | Lukas Greiderer   |
| 10. | 15 stycznia 2017 | Ruka        | Gundersen HS142/10 km    | bd.             | 3.      | bd.    | Sindre Ure Søtvik |
| 11. | 22 stycznia 2017 | Otepää      | Gundersen HS100/10 km    | bd.             | 1.      | -      | -                 |
| 12. | 10 marca 2017    | Niżny Tagił | Gundersen HS100/10 km    | bd.             | 2.      | bd.    | Harald Lemmerer   |
| 13. | 13 stycznia 2018 | Ruka        | Start masowy HS142/10 km | bd.             | 2.      | bd     | Sindre Ure Søtvik |
| 14. | 14 stycznia 2018 | Ruka        | Gundersen HS142/10 km    | bd.             | 2.      | bd.    | Thomas Jöbstl     |
| 15. | 21 stycznia 2018 | Rena        | Gundersen HS111/10 km    | bd.             | 2.      | bd.    | Dominik Terzer    |
| 16. | 3 lutego 2018    | Planica     | Gundersen HS139/10 km    | bd.             | 3.      | bd.    | Bryan Fletcher    |
| 17. | 4 lutego 2018    | Planica     | Gundersen HS139/10 km    | bd.             | 2.      | bd.    | Bryan Fletcher    |

### Letnie Grand Prix

#### Miejsca w klasyfikacji generalnej
- 2013: niesklasyfikowany
- 2014: nie brał udziału
- 2015: nie brał udziału
- 2016: 37.
- 2017: 2. (8.)[6]
- 2018: 3. (3.)[7]
- 2019: (19.)[8]
- 2021: 5. (6.)[9]
- 2022: 4. (5.)[10]
- 2023: (16.)[11]
- 2024: (11.)[12]

#### Miejsca na podium w zawodach indywidualnych
| Nr | Data                | Miejscowość | Konkurencja           | Wynik zwycięzcy | Pozycja | Strata | Zwycięzca          |
| -- | ------------------- | ----------- | --------------------- | --------------- | ------- | ------ | ------------------ |
| 1. | 1 października 2017 | Planica     | Gundersen HS139/10 km | 23:42,2         | 3.      | +3,1   | Magnus Moan        |
| 2. | 22 września 2018    | Planica     | Gundersen HS140/10 km | 25:53,6         | 2.      | +33,0  | Mario Seidl        |
| 3. | 5 września 2021     | Villach     | Gundersen HS98/10 km  | 22:00,5         | 3.      | +0,9   | Mario Seidl        |
| 4. | 3 września 2022     | Tschagguns  | Gundersen HS108/10 km | 22:13,6         | 3.      | +6,8   | Jens Lurås Oftebro |

#### Miejsca na podium w zawodach drużynowych
| Nr | Data             | Miejscowość    | Konkurencja                    | Wynik zwycięzcy | Pozycja | Strata  | Zwycięzca |
| -- | ---------------- | -------------- | ------------------------------ | --------------- | ------- | ------- | --------- |
| 1. | 27 sierpnia 2022 | Oberwiesenthal | Sztafeta mieszana HS105/4x5 km | 36:55,6         | 3.      | +1:38,2 | Niemcy    |